# Movimiento de Independencia de Barbuda
El Movimiento de Independencia de Barbuda fue un partido político en Antigua y Barbuda. El partido fue fundado en 1988 por Arthur Nibbs. Las únicas elecciones generales en las que participó fueron las de 1989, recibiendo solo 71 votes (0,3% del total) y sin obtener ningún escaño.